# Vertes Demeures
Pour plus de détails, voir Fiche technique et Distribution.
Vertes Demeures (Green Mansions) est un film américain réalisé par Mel Ferrer et sorti en 1959.

## Synopsis
Abel, le jeune fils du gouverneur vénézuélien qui vient d’être assassiné, se réfugie dans la jungle avec l’intention d’y préparer sa vengeance. Au plus profond de la forêt, il rencontre Rima, une étrange jeune fille sauvage qui a été élevée à l’écart du monde par son grand-père. Abel tombe éperdument amoureux de cette enfant innocente qui vit en totale harmonie avec la nature. Il va essayer de protéger Rima des superstitions des habitants du pays qui la considèrent comme un esprit menaçant de la forêt…

## Fiche technique
- Titre : Vertes Demeures
- Titre original : Green Mansions
- Réalisation : Mel Ferrer
- Scénario : Dorothy Kingsley d’après le roman éponyme de William Henry Hudson (1904)
- Photographie : Joseph Ruttenberg
- Montage : Ferris Webster
- Musique : Bronislau Kaper, Heitor Villa-Lobos
- Chanson : The Green Mansions Song, paroles de Paul Francis Webster et musique de Bronislau Kaper, interprétée par Anthony Perkins (Vidéo)
- Décors : Henry Grace, Jerry Wunderlich
- Costumes : Dorothy Jeakins
- Chorégraphie : Katherine Dunham
- Son : Franklin Milton
- Pays de production :  États-Unis
- Tournage : 
  - Langue : anglais
  - Période prises de vues : début juillet au 4 novembre 1958
  - Intérieurs : Studios MGM
  - Extérieurs : Agua Dulce au Vasquez Rocks, Escondido (Californie), Colombie, Guyana, Venezuela
- Producteur : Edmund Grainger
- Société de production : Metro-Goldwyn-Mayer
- Société de distribution : Metro-Goldwyn-Mayer
- Format : couleur (Metrocolor) — 35 mm — 2.35:1 CinemaScope — son 4 pistes stéréo (Westrex Recording System)
- Genre : Film dramatique, film d'aventure
- Durée : 104 minutes
- Date de sortie :
  - États-Unis : 19 mars 1959

## Distribution
- Audrey Hepburn (VF : Micheline Cévennes) : Rima
- Anthony Perkins (VF : Jean-François Calvé) : Abel
- Lee J. Cobb : Nuflo
- Sessue Hayakawa : Runi
- Henry Silva : Kua-Ko
- Nehemiah Persoff (VF : Serge Lhorca) : Don Panta
- Michael Pate : le prêtre
- Estelle Hemsley : Cla-Cla

## À noter
- Mel Ferrer a reconstitué la forêt amazonienne sur 13 hectares de studios de la MGM. 250 tonnes d'arbres, de végétation et canoës furent importés d'Amérique du Sud[1].
- Pour les besoins du film, il a fallu arracher un faon à sa mère. Quand Audrey Hepburn apprit ceci, elle entra dans une rage folle, mais l'arrivée du bébé détendit la situation: le studio éclata de rire face à sa ressemblance avec la grande actrice, qui en devint complètement gaga. En effet, pour que l'animal puisse se familiariser avec sa future partenaire de jeu, il fallait qu'Audrey s'occupe de lui. Le faon - qu'elle nomma Ip - en fit sa mère adoptive, et elle ne fut pas en reste, lui créant une baignoire sur-mesure pour son lit, lui donnant le biberon, et surprenant tout le monde en dormant avec lui sur le canapé ! De nombreuses photos ont immortalisé l'amitié fusionnelle d'Audrey Hepburn et du petit animal.